# Абсент (конь)
Абсент (1952—1975) — чистопородный ахалтекинский жеребец, на котором в 1960 году Сергей Филатов стал первым советским олимпийским чемпионом по конному спорту.

## История жизни
Абсент родился в 1952 году на Джамбульском конезаводе № 49. Его родителями были:
- Отец — серый ахалтекинский жеребец Араб, г. р. 1930[1]. Араб (армейская кличка — Казбек) в 1935 году участвовал в конном пробеге Ашхабад — Москва, после чего был подарен Будённому и в течение 12 лет неоднократно выигрывал всесоюзные соревнования[2].
- Мать — буланая ахалтекинская кобыла Баккара, г. р. 1944[3].

В 1955 году всё поголовье ахалтекинцев с Джамбульского конезавода было передано на Луговской (село Луговое, ныне аул Кулан).
Абсента начали тренировать в выездке в 1955 году в алма-атинской конноспортивной школе. На Спартакиаде народов СССР 1956 года на нём выступал по Малому призу Карим Асенов, занявший 4-е место; после этого жеребца возвратили на конезавод.
В 1958 году Абсент на Всесоюзной сельскохозяйственной выставке стал рекордистом породы. Там его увидел лучший советский мастер выездки Сергей Филатов, искавший замену заболевшему Ингасу. О первых тренировках с Абсентом Филатов вспоминал:

В работе Абсент был послушен, как ребёнок. После моих трудных занятий с Ингасом тренировать Абсента казалось особенно легко.
Правда, он был очень нервный, крайне щепетильный. Наказать его шпорами нечего было и думать. Он очень бы бурно реагировал на такое наказание и долго бы его помнил. И я никогда за всю свою работу с ним не наказал его строго.
— Филатов С. И. Рим рукоплещет
В сезоне 1959 года Абсент стал основной лошадью Филатова; они выиграли чемпионат СССР (всего Филатов на Абсенте выиграл 5 чемпионатов СССР в Большом призе подряд — с 1959 по 1963 год) и заняли 2-е место на предолимпийских отборочных соревнованиях в Санкт-Галлене.
В 1960 году Филатов на Абсенте выиграл Большой приз на Олимпийских играх в Риме, а на следующих Играх 1964 года завоевал 2 медали — в личных и командных соревнованиях. На третьих своих Играх 1968 года Абсент выступал под седлом Ивана Калиты, который стал призёром в командных соревнованиях.
| Игры | Наездник       | Личные соревнования | Командные соревнования |
| ---- | -------------- | ------------------- | ---------------------- |
| 1960 | Сергей Филатов | чемпион             | —                      |
| 1964 | Сергей Филатов | 3-е место           | 3-е место              |
| 1968 | Иван Калита    | 4-е место           | 2-е место              |

В 1969 году Абсент вернулся на Луговской конезавод, где состоял производителем; всего он оставил около 70 потомков. Среди них:
- Аметист — рекордист породы;
- Абакан — на нём выступала Елена Петушкова (призёр ЧМ 1978 и ЧЕ 1978; готовилась к Олимпийским играм, но в 1980 году жеребец погиб).

## Память
В 1975 году вышел документальный фильм «Абсент — сын Араба и Баккары» («Казахфильм», режиссёр Ораз Абишев).
На территории Луговского конезавода установлен памятник Абсенту — скульптура из кованой меди работы Э. Н. Гилярова. По мнению Татьяны Ливановой, автора многих публикаций о лошадях, «Абсент, воплощённый в памятнике, совсем не похож на себя» — однако есть две великолепные скульптуры из бронзы, выполненные сразу же после Игр в Риме И. И. Козловским и изображающие Абсента под седлом Филатова: одна — Абсент, выполняющий пиаффе (рысь на месте), другая — Абсент, застывший на месте.